# チャールズ・バートン・バーバー
チャールズ・バートン・バーバー（Charles Burton Barber、1845年 – 1894年）はイギリスの画家である。ペットの動物といる子供という題材の絵を多く描き人気のあった画家である。

## 略歴
イングランド東部のノーフォークのグレート・ヤーマスに装飾業の父親の息子に生まれた。1861年から家族とバークシャーに移った。絵の才能を示し、18歳でロイヤル・アカデミー・オブ・アーツの美術学校に入学し、3年間学んだ。在学中の1864年に、作品がアカデミーから銀賞を受賞した。1866年からアカデミーの展覧会に出展を始め、1893年まで毎年出展を続けた。国内のその他の展覧会にも出展した。
動物画家として人気になり、1870年代には愛犬家のヴィクトリア女王や王女ベアトリスから注文を受けて、王室のペットの「肖像画」を何枚か描いた。また騎乗する女王と使用人のジョン・ブラウンを描いた作品も残した。
1894年に女王からの注文で孫といる女王を描いた後、49歳でロンドンで死去した。バーバーが得意とした子供とペットという題材はアーサー・ジョン・エルズリー(Arthur John Elsley: 1860–1952)らに受け継がれた。

## 作品

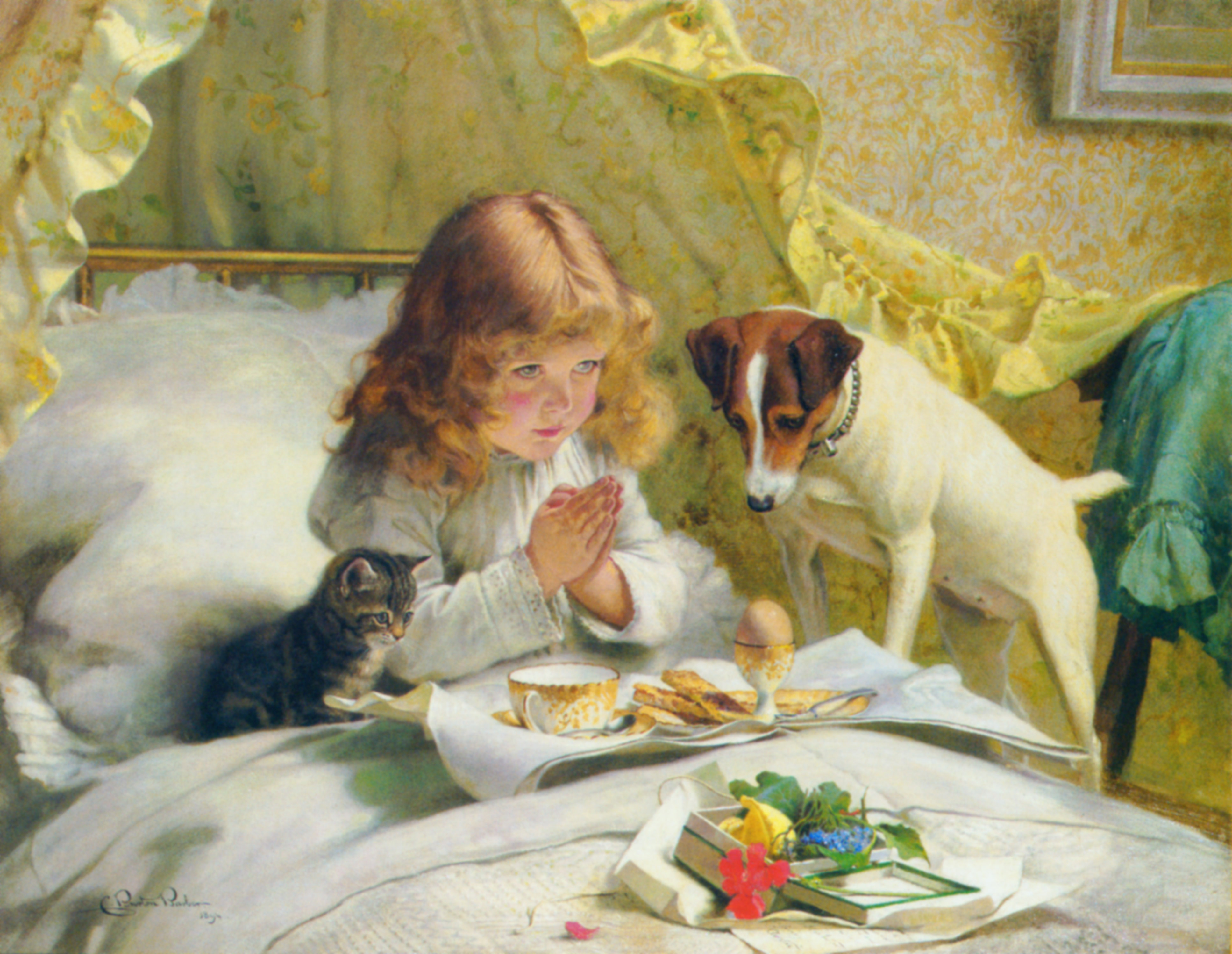
"suspense" (1894)
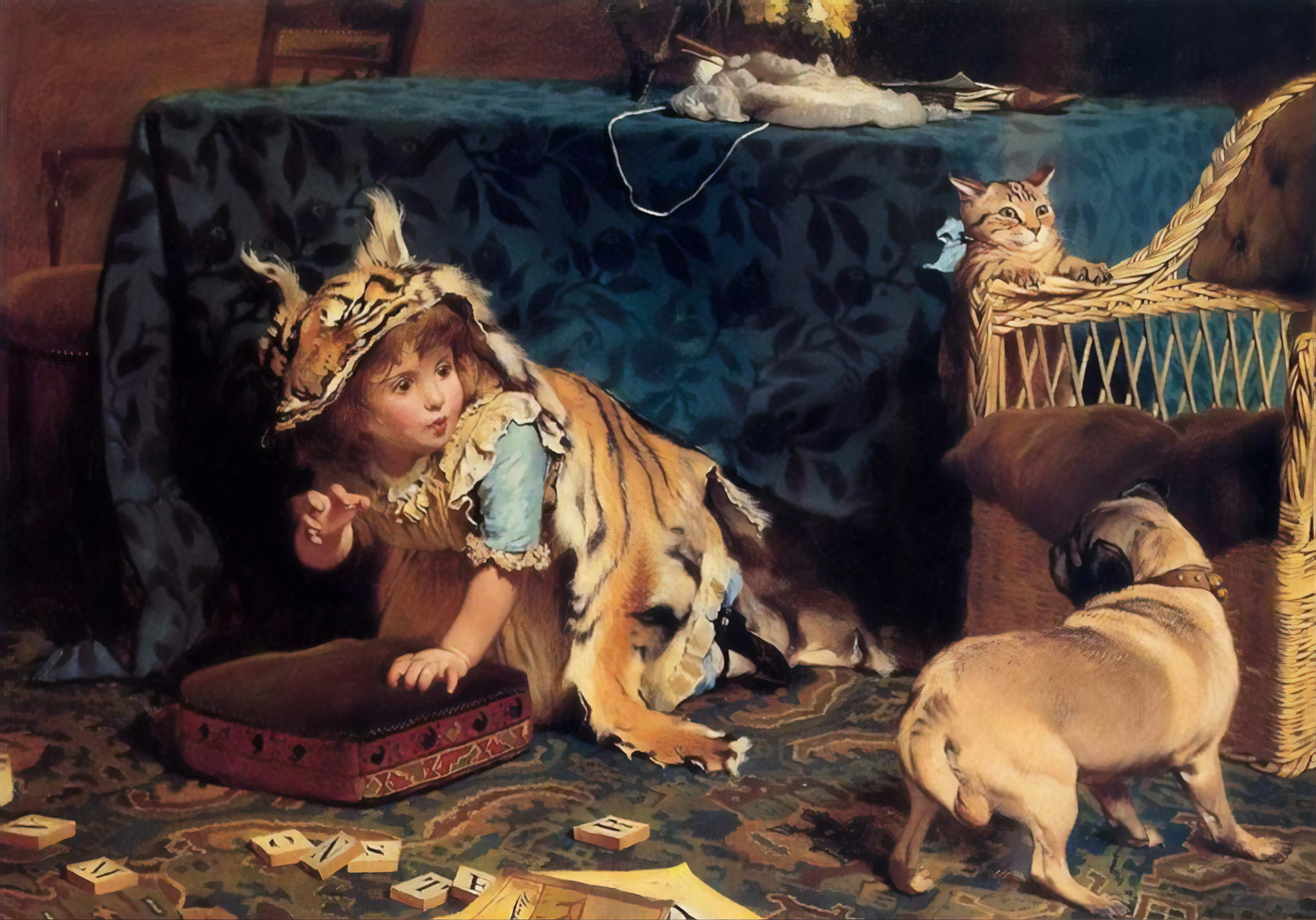
"A Monster" (1877)
"A Special Pleader" (1893)
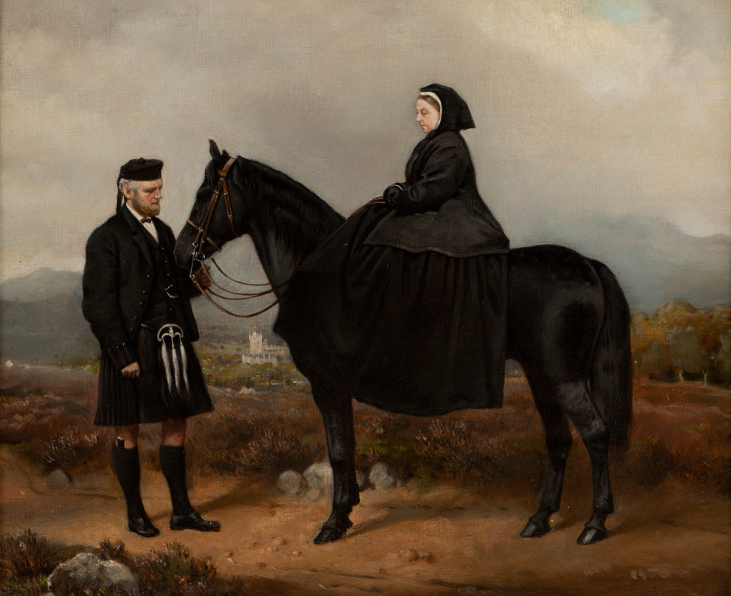
ヴィクトリア女王と使用人のジョン・ブラウン

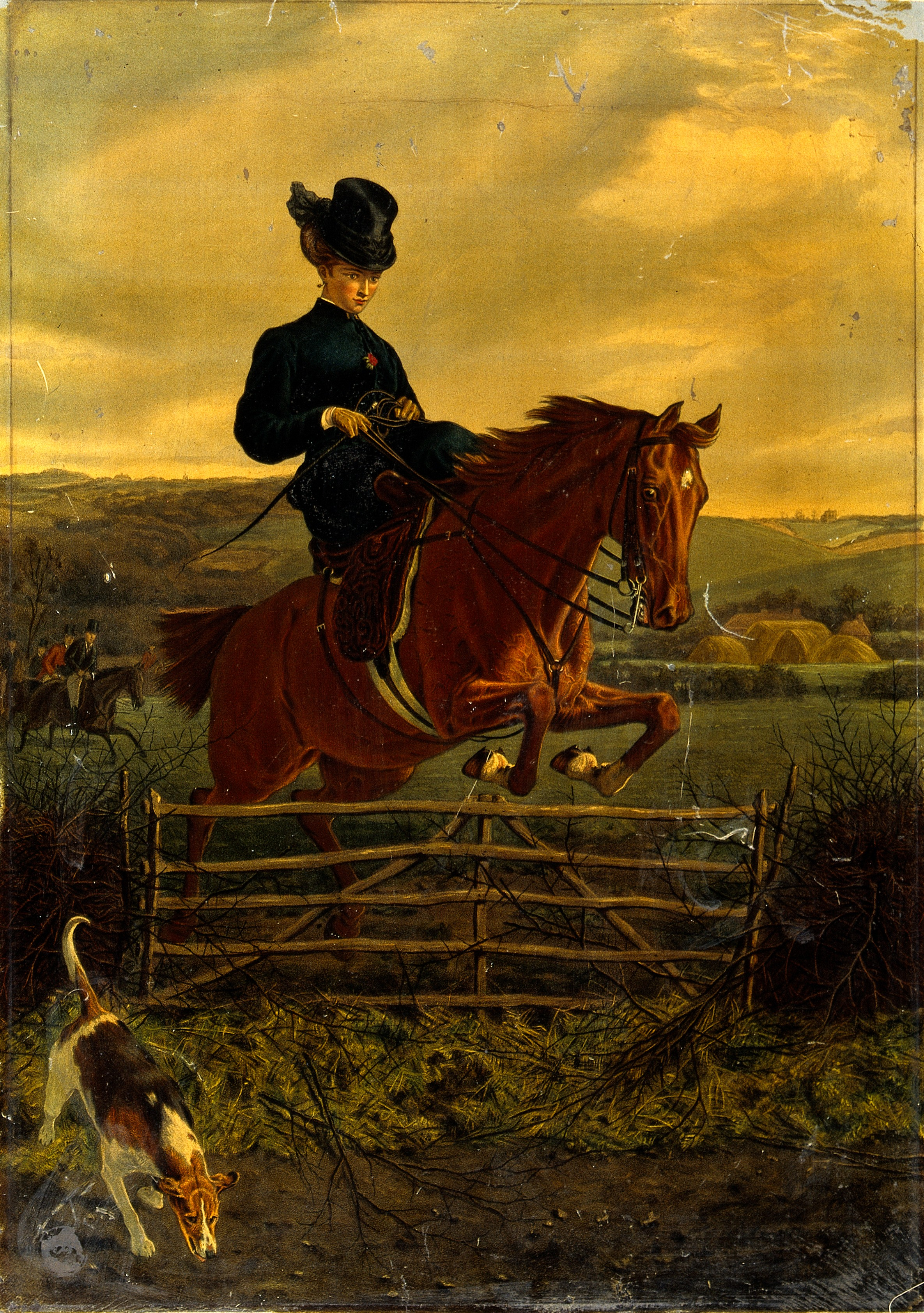
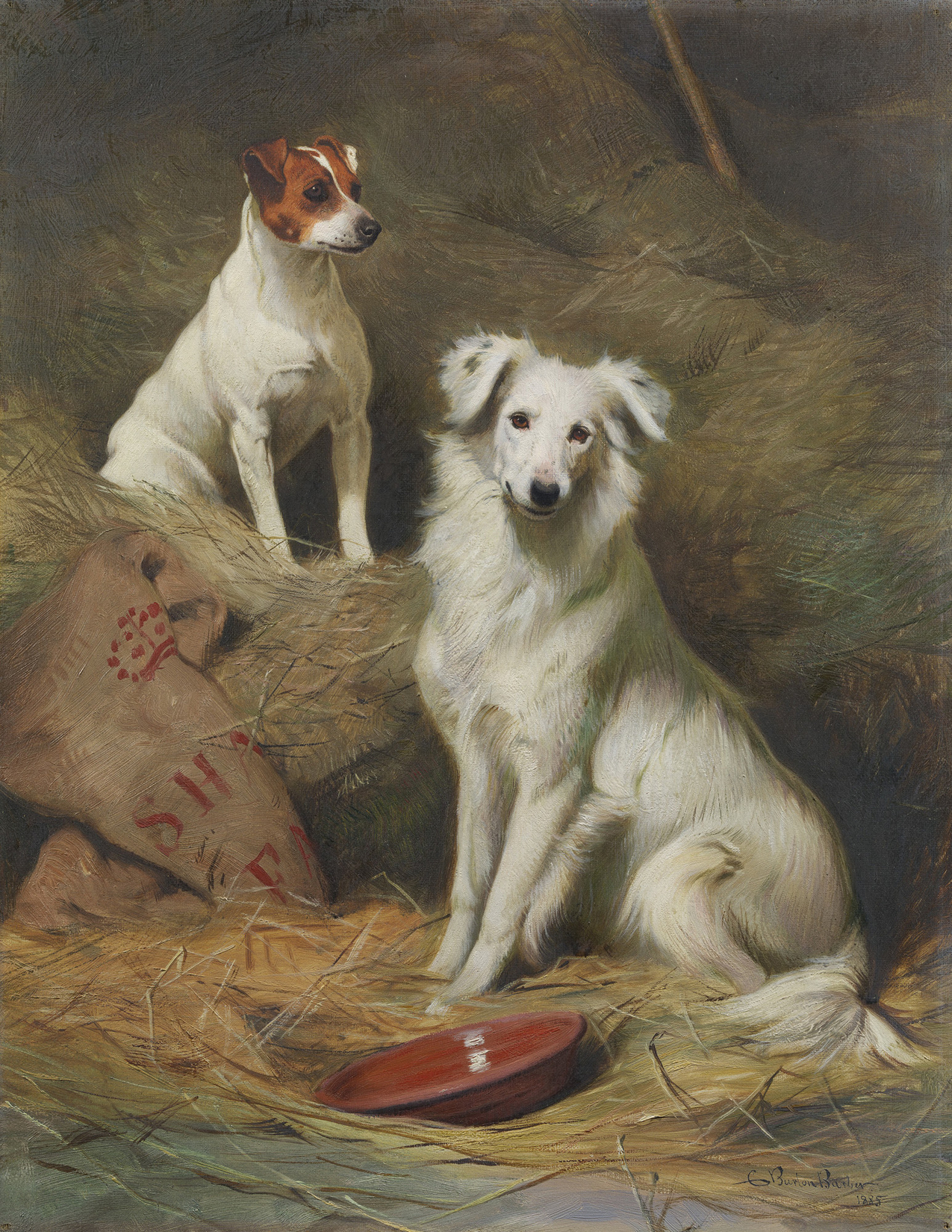
王室のペット
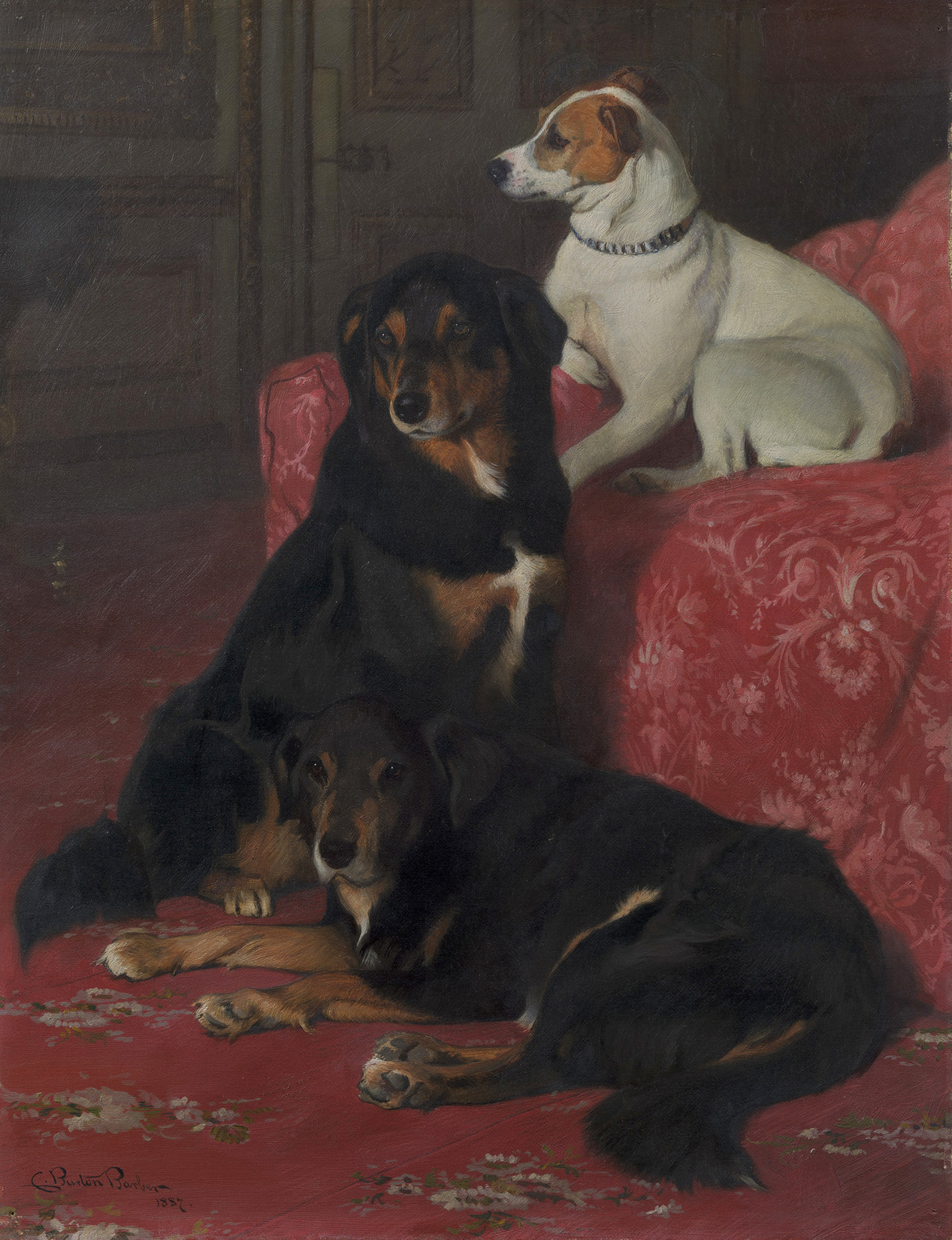
王室のペット
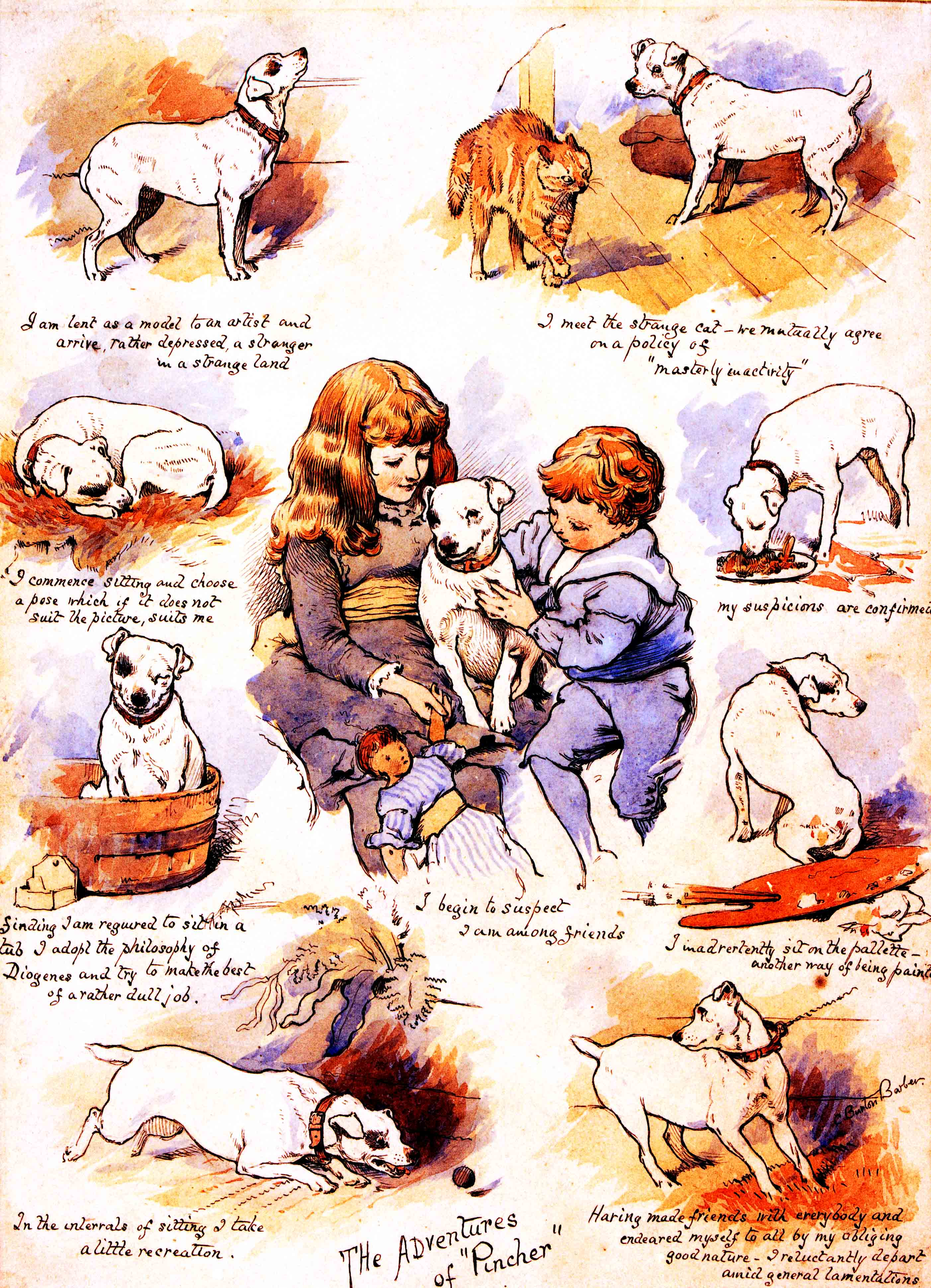
子供向け書籍の挿絵

「遊び友達」（2021年時点 ホテルモントレ グラスミア大阪のフロントのフロアに展示中）